# MacLean Emanuel
Sir MacLean Emanuel (* 28. Februar 1942), bekannt unter dem Bühnennamen King Short Shirt, ist ein antiguanischer Sänger. Er gilt als einer der erfolgreichsten Calypsonians (chantwell) in Antigua. Seine Karriere ist eine der längsten in diesem Genre. Im Alter produziert er jedoch vor allem Gospel-Musik.

## Leben
MacLean Emanuel wurde 1942 in Saint John’s, Antigua geboren. Seine ersten Auftritte hatte er in Backyard Shows und bei 'breaking up concerts' an der Spring Gardens Moravian School. Auf Einladung eines Freundes, der sein Talent erkannt hatte, reiste Emanuel nach dem Schulabschluss nach Saint Thomas. Dort arbeitete er als Bauarbeiter und als Sänger in einer Bar.
Er kehrte 1962 nach Antigua zurück und nahm an seiner ersten Calypso Competition teil. Im folgenden Jahr erreichte er den zweiten Platz mit seinen Interpretationen von „Shakespearean“ und „Straight Hair“. Dann folgte seine erste Hitsingle „Parasites“. 1964 gewann er mit „No Place Like Home“ und „Heritage“.
Er gewann erneut 1965, 1966, 1969 und 1970. Bis 1992 gewann er insgesamt 15 Titel. Seine „decade of victory“ mit 6 Siegen dauerte von 1970 bis 1979; kein Calypsonian vor ihm war so erfolgreich.
In den 1980ern eröffnete er sein „Shorty’s Bar-B-Q“-Restaurant in Halcyon Bay. Seine Heirat mit Esther Barnes 1987 war Berichten zufolge die aufwändigste Hochzeit in der Geschichte der Insel.
1997 konvertierte er zum Christentum. Seitdem veröffentlichte „Brother Emanuel“ hauptsächlich Gospelsongs.
An seinem 70. Geburtstag, 2012, verkündete er, dass er nicht mehr an Calypso-Wettbewerben teilnehmen wolle. 2013 nahm er nochmals Teil, verließ aber vor dem Viertelfinale den Wettbewerb „um den anderen Jungs eine Chance zu geben“ (give the other guys a chance). Weiterhin veröffentlichte er neue Aufnahmen.
2014 wurde er mit dem Ritterschlag der Regierung von Antigua und Barbuda für seine Beiträge für die Förderung des Calypso ausgezeichnet.
Im Juli 2015 wurde er mit Atemproblemen und Brustschmerzen ins Krankenhaus eingeliefert und konnte nicht am Carnival teilnehmen.
King Short Shirt wurde im Dokumentarfilm von James Edwin Knight, King Short Shirt: The Making of the Monarch, dargestellt.

## Themen
The Monarch Vermächtnis sind schneidende soziale Kommentare gegen Ungerechtigkeiten aller Arten. Seine Texte nahmen Themen der Black-Power-Bewegung („Black Like Me“, „Afro Antiguan“) auf und „Lamentation“ (1973) war Ausdruck der Desillusionierung, die er fühlte.
„Power and Authority“, „Cry for a Change“ und „Unity“ sind Beispiele seines Calypsos mit politischer Botschaft. „Send You King“, „Uneasy Head“ und „Hands Off Harmonites“ beschäftigen sich mit den Abläufen bei Wettkämpfen der Calypso- und Steelbands.
Er nahm auch Themen wie die Verleihung des Order of the British Empire an die Beatles auf („Beatles MBE“), die Ermordung von Martin Luther King Jr., die Mondlandung und die Entwicklung des Rastafari.

## Erfolge
Short Shirt war der erfolgreichste Herausforderer für den antiguanischen Carnival Road March. Sieben seiner Lieder (unter anderem „Lucinda“, „Jammin“, „Summer Festival“ und „J’ouvert Rhythm“) wurden ausgezeichnet. Der Hit Tourist Leggo (1976), welcher beim trinidadischen Road March nach Lord Kitcheners Flag Woman zweiter wurde, gewann den antiguanischen Road March. Den lokalen Titel Calypso Monarch Crown gewann er 15 Mal und die Regional Calypso Crown sieben Mal.

## Diskographie
- Spiced and Styled (1973), A & B
- Ghetto Vibes (1976), Charlie’s
- Illusion (1977), A & B
- Wadadlie Rock (1978), Remy
- Press On (1979), A & B
- Summer Festival (1980), Charlie’s
- Leroy (1982), A & B
- Hang On (1983), A & B
- Power Pack (1986), B’s
- 25th Anniversary (1987), WB
- Gée We Music (1988), A & B
- The Spirit of Carnival (198?), A & B
- The Message (2001), A & B
- Don’t Stop the Music (2002), A & B
- The Standard (2003), A & B
- Speaking Out (2005), A & B

Compilations
- Non-Stop Dancing: #1 Calypsos (2000), ParrotFish
- Road March Classics (2003), A & B
- Early Years (2007), A & B
- Social Commentaries Classics Pt.1 (2009), A & B/VP Records
- Social Commentary Part2 (2009), A & B
- Master Of Melody (2009), A & B/VP
- Forever (2009), A & B/VP
- Tribute to the Virgin Isles (2009), A & B/VP